# Mathilde de Franconie
Mathilde de Franconie, née vers 1045 à Pöhlde en Saxe et morte le 12 mai 1060 à Goslar, est une aristocrate issue de la dynastie franconienne, la troisième fille de l'empereur Henri III du Saint-Empire de son deuxième mariage avec Agnès d'Aquitaine.
Elle est également la sœur de Henri IV du Saint-Empire, qui succéda son père à sa mort en 1056. Alors qu'elle a douze ans en 1057, Rodolphe de Rheinfelden l'enlève afin de se voir octroyer le duché de Souabe, vacant à la mort d'Otton III de Schweinfurt, ce qu'il obtient. En 1059, il épouse Mathilde mais elle meurt l'année suivante. Il est possible qu'elle soit la mère de Berthold de Rheinfelden.
Par la suite, Rodolphe épouse vers 1061/1062 Adélaïde de Savoie, fille d'Othon Ier de Savoie et d'Adélaïde de Suse. De 1077 à 1080, Rodolphe sera antiroi des Romains.